# Beilschmiedia olivacea
Beilschmiedia olivacea är en lagerväxtart som beskrevs av Robyns & Wilczek. Beilschmiedia olivacea ingår i släktet Beilschmiedia och familjen lagerväxter. Inga underarter finns listade i Catalogue of Life.